# Embalse del Kama Inferior
El embalse del Kama Inferior o embalse de Nizhnekamsk (ruso, Нижнекамское водоранилище, cirílico tártaro Түбән Кама сусаклагычы - Tübän Kama susaqlağıçı) es el embalse más bajo de la cascada hidroeléctrica del río Kama. Se encuentra en Tatarstán, Udmurtia, Baskortostan y el krai de Perm, Federación Rusa. El embalse fue rellenado en 1978-81 hasta llegar a los 62 m s. n. m. después de la construcción de la presa de la Central hidroeléctrica del Kama Inferior. El nivel de agua en el embalse depende del régimen de los embalses superiores (Embalse del Kama y embalse de Votkinsk). El embalse del Kama inferior tiene una superficie de 1.084 km² y un volumen de 2,8 billones de metros cúbicos. Su longitud a lo largo del Kama es de 185 km y 157 km a lo largo del Belaya. El embalse se usa también para proporcionar agua, la irrigación y la pesca.
El nivel planeado del embalse era 68 metros sobre el nivel del mar. El gobierno de Tatarstán anunció planes para alcanzar toda la energía prevista de la central hidroeléctrica. Sin embargo, el movimiento ecologista dentro de Tatarstán se opone a estos planes, puesto que el embalse cubrirá el humedal de Kulyagash y otras tierras.